# Sousafoon

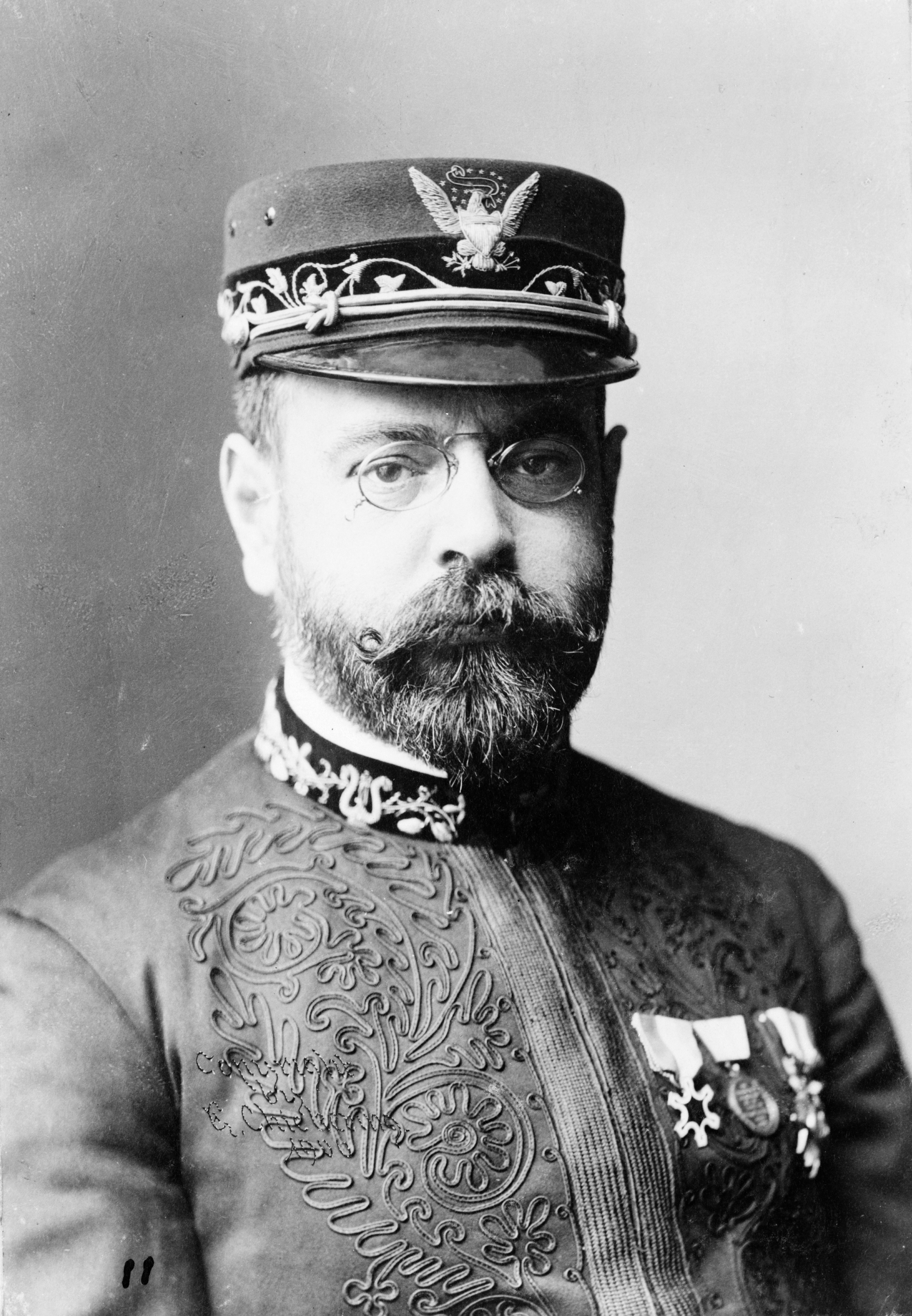
John Sousa (circa 1900)

Een sousafoon, ook wel ringbas genoemd, is een tuba speciaal ontworpen om bespeeld te worden tijdens het lopen of marcheren. Het is een van de grootste en zwaarste koperen blaasinstrumenten. De sousafoon is een verdere ontwikkeling van de oudere en kleinere bombardon, en behoort tot het zogenaamde zachte koper. Door de cilindrische bouw heeft de sousafoon de compactste klank van alle tuba's, die voor de rest allemaal conisch zijn.

## Ontwikkeling en geschiedenis
Hoewel de sousafoon zijn naam draagt, is de beroemde Amerikaanse dirigent en componist John Sousa niet de uitvinder van het instrument. De eerste sousafoon werd gemaakt door J.W. Pepper, een instrumentenbouwer uit Philadelphia, dit naar aanleiding van een gesprek met Sousa, waarin deze kenbaar maakte dat hij in zijn orkesten behoefte had aan een aangepaste versie (lager en met de instrumentbeker naar boven gericht voor een minder explosieve klank) van de bombardon. Pepper ontwierp en bouwde het instrument in 1893 en noemde het naar Sousa: de sousafoon.
De eerste sousafoons zagen er dus anders uit dan de huidige varianten. De naar boven gerichte beker zorgde inderdaad voor een minder explosieve klank, maar bleek erg onpraktisch in de regen, en sousafoons kregen al gauw de bijnaam van raincatchers, regenvangers. In opvolgende uitvoeringen werd de beker dan ook naar voren gericht, en kreeg de sousafoon zijn huidige herkenbare uiterlijk.

## Bouw
Sousafoons zijn gemaakt om zeer lang mee te gaan; vaak hebben ze extra beplating of beugels om het instrument te beschermen. Een deuk die een trompet onbespeelbaar zou maken, heeft bij een sousafoon amper tot geen effect op de klank. Omdat het instrument een lange levensduur heeft, zijn veel oudere sousafoons nog steeds in gebruik.
Sousafoons van Amerikaanse makelij staan, in tegenstelling tot veel andere instrumenten, het hoogst in aanzien en veronderstelde kwaliteit. Vooral de sousafoons van de merken Conn en King uit de jaren dertig van de 20e eeuw zijn erg gewild.
Omvang en gewicht verschillen erg van instrument tot instrument. De bekergrootte, traditioneel gegeven in inches, varieert. De eerste sousafoons hadden een beker met een diameter van 20 inch (ca. 51 cm). In de jaren 20 groeide dit geleidelijk naar 24 inch (ca. 60 cm).

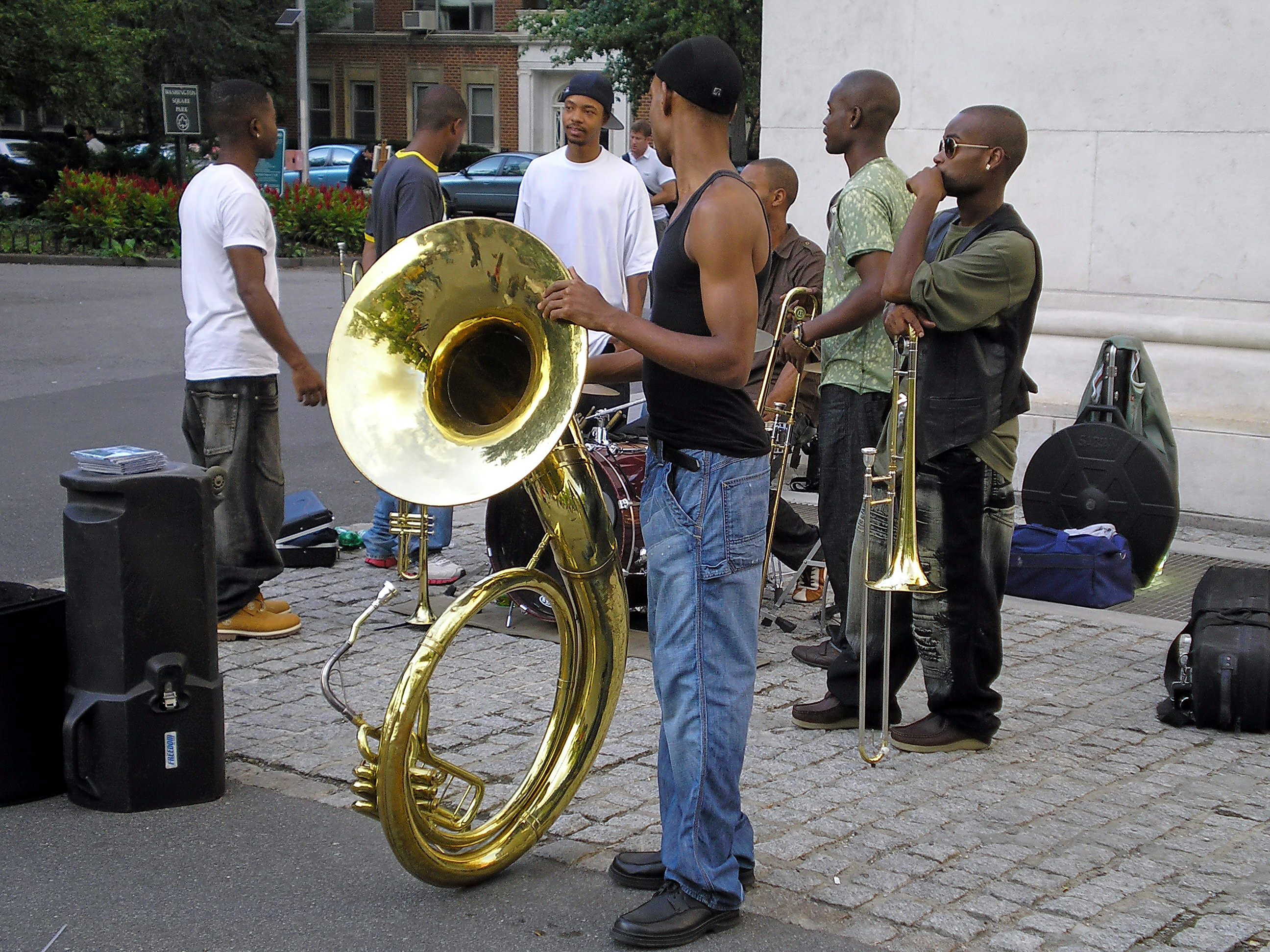
Jazzband met sousafoon op de voorgrond.

Vanaf de jaren dertig heeft er zich een standaardafmeting van 26 inch gevormd, wat neerkomt op ongeveer 66 centimeter. Tijdens de zogenaamde roaring twenties zijn enkele uitzonderlijke modellen geproduceerd met bekers met een doorsnede van wel 30 inch (ca. 76 cm), maar deze verdwenen al snel vanwege de hoge kosten en het gewicht van het instrument.
Hoewel de meeste sousafoons van koper zijn gemaakt, zijn er sinds de jaren zeventig ook sousafoons van polyester en andere kunststoffen op de markt verschenen. Dit is uniek onder de blaasinstrumenten. Kunststof sousafoons hebben een minder warme klank dan koperen, maar zijn goedkoper en veel lichter, wat het bespelen vergemakkelijkt.
Alle sousafoons hebben ventielen, meestal drie, bij uitzondering vier. De beker is vaak demonteerbaar om het instrument gemakkelijk te kunnen vervoeren en op te bergen.
Het bespelen van een sousafoon is, ondanks het ergonomische ontwerp, lichamelijk zwaar. Een koperen sousafoon weegt al snel 15 tot 20 kilo, en vooral het stilstaand spelen kan snel irritaties aan de nek, rug en schouder opleveren.

## Stemming en sleutel
De meeste sousafoons zijn in bes gestemd, maar er zijn ook es-sousafoons. Deze zijn vaak kleiner van formaat. Muziek voor sousafoons wordt in België doorgaans in de sol- of G-sleutel geschreven; in de rest van de wereld (vooral in de Verenigde Staten) en ook in Nederland is het echter gebruikelijker om de fa- of F-sleutel te gebruiken. Voor de hoogste tonen kan gebruik worden gemaakt van de tenorsleutel.

## Gebruik
De sousafoon wordt in verschillende orkestvormen gebruikt. In Nederland en België ziet men de sousafoon vooral in militaire kapellen, fanfares, dweilorkesten en showbands. In de rest van de wereld is de sousafoon ook populair in de New Orleans jazz stroming en in de zogenaamde college bands in Amerika. In Centraal-Europese landen als Duitsland en Polen is de sousafoon een vrij onbekend instrument. Vroeger werd de sousafoon nog wel gezien in bigbands, maar nu is hij grotendeels vervangen door de basgitaar of contrabas.

## Beroemde muziekstukken
In de volgende muziekstukken speelt de sousafoon een belangrijke rol:
- Anchors Aweigh, het strijdlied van de United States Naval Academy
- Stars and Stripes Forever, de nationale mars van de Verenigde Staten
- Liberty Bell March
- Tank mars

## Bekende bouwers
- C.G. Conn
- Holton & Co
- Jupiter Band Instruments
- King Musical Instruments
- Yamaha Corporation